# 望洋台
望洋台为位于中国福建省漳州市诏安县梅岭镇南门村、悬钟所城外濒海山丘上的一处明代摩崖石刻，坐北朝南的天然竖石耸立如屏，其下巨石垒成镜台状，竖石之上以楷书直写“大明嘉靖五年三月朔旦 望洋台 福建布政司右参政临海蔡潮题”，石刻高600厘米，宽270厘米，题字142厘米见方，款字24厘米见方。时为嘉靖五年（1526），诏安尚未置县，为南诏、悬钟千户所，此处则为悬钟所城的海上门户，倚屏可远眺南海。